# Rogelio Caridad Pita
Rogelio Caridad Pita (La Corunya, 1874 o 1875 - Ferrol, 9 de novembre de 1936) va ser un militar gallec, afusellat per l'exèrcit colpista poc després de començar la Guerra Civil per la seva oposició a la revolta militar a La Corunya i la seva lleialtat a la II República.

## Vida militar
Va ingressar en l'exèrcit als 17 anys. De tendències republicanes, ha estat considerat habitualment també maçó, encara que hi ha autors que ho desmenteixen.
En 1931, en proclamar-se la República, el governador militar de La Corunya va ordenar al llavors coronel Caridad Pita, treure les tropes al carrer. No obstant això, el coronel va sortir sol i amb cotxe descobert, a manera d'acatament de la voluntat popular. Després de ser sufocada la revolució de 1934 a Astúries, va ser enviat a Gijón, caracteritzant-se per una posició conciliadora.
El juliol del 1936, Caridad Pita estava destinat a La Corunya, com a governador militar i cap de la 15a Brigada d'Infanteria, a les ordres del general Salcedo, cap de la VII Divisió Orgànica, el qual havia estat nomenat pel govern radical-cedista el 7 de febrer, abans de les eleccions.
En la tarda del divendres 17 van arribar a Galícia notícies de la revolta al Marroc. Durant el cap de setmana, va haver-hi una tibant espera. Les autoritats militars de La Corunya (el general Salcedo, conservador però lleial a la legalitat, i el general Caridad Pita) li van assegurar al governador civil, Pérez Carballo, la seva lleialtat a la República, a pesar que el primer havia rebut en la nit del 18 de juliol un telegrama de Queipo de Llano comminant-lo a que s'unís a la revolta i després una trucada telefònica, el dia 19, del general Mola. No obstant això, durant el matí del dilluns 20, oficials revoltats van detenir als generals Salcedo i Caridad Pita (quan aquest pretenia avortar la revolta del Regiment d'Infanteria de Zamora número 54, presentant-se a la seva cambra de banderes, va ser detingut pel coronel Pablo Martín Alonso, al comandament del regiment, que havia participat ja en la sanjurjada de 1932 i havia estat reposat en el comandament durant el bienni radical-cedista).
Va romandre dos dies retingut a la cambra de banderes del Regiment de Zamora, i posteriorment fou traslladat al castell de San Diego de La Corunya. Encausat per un Consell de Guerra (24 d'octubre de 1936, a Ferrol), i acusat de traïció, Caridad Pita va ser condemnat a mort i afusellat, juntament amb el general Salcedo el 9 de novembre en el castell de San Felipe, a Ferrol, entonant vives a Espanya i a la República. Després de combatre en l'exèrcit de la República, els seus fills Carlos, Francisco, José, Rogelio i Vicente, marxaren a l'exili després de la fi de la Guerra.